# Бикини принцессы Леи

Лея Органа (Кэрри Фишер) в золотом металлическом бикини (отсутствует ошейник с цепью). Фотосессия для Rolling Stone

Бикини принцессы Леи (англ. Princess Leia's bikini), известный также как Золотое металлическое бикини или рабыня Лея (англ. Leia's slave) — костюм Леи Органы в исполнении 25-летней Кэрри Фишер из фильма «Звёздные войны. Эпизод VI: Возвращение джедая» 1983 года. Представ всего в двух сценах, костюм тем не менее завоевал статус культового, став одним из самых известных в истории кино.

## Создание
Ещё при создании первого фильма оригинальной трилогии Джордж Лукас не хотел показывать сексуальность принцессы Леи, поэтому последняя носила скрывающий фигуру плащ с капюшоном. Во втором фильме Лея также носила мужские костюмы. В итоге при создании третьего фильма сама Кэрри Фишер попросила режиссёра показать женственность своей героини. За разработку костюма под названием «Пленница Джаббы» (англ. Jabba’s Prisoner) взялась художница по костюмам Эгги Гуэрард Роджерс (англ. Aggie Guerard Rodgers), с которой Лукас работал ещё при создании фильма «Американские граффити», совместно с Нило Родис-Джамеро (англ. Nilo Rodis-Jamero). По воспоминаниям Роджерс, режиссёр дал ей только общие указания по костюму, который Лея должна носить во дворце Джаббы, при этом в его взгляде появлялся блеск. Для подгонки нарядов в отдел костюмов был передан макет торса актрисы. Первоначальный проект предусматривал костюм, включающий 25 ярдов (22¾ метра) ткани, но от этого варианта пришлось отказаться.
Тогда были взяты идеи художника Фрэнка Фразетта, который в своих работах любил показывать обнажённое тело. Так в итоге появился костюм-бикини. Костюм настолько разнился с прежним образом героини и оказался столь откровенным, что Фишер даже сперва восприняла его как шутку режиссёра. Также актрисе пришлось заняться спортом и похудеть, чтобы выглядеть более стройной.

Я даже не думал, что это будет в фильме. Она же принцесса! Какого чёрта она разгуливает в бикини? Оригинальный текст (англ.)I didn’t even think it was going to be in the movie. She’s a princess. What the hell is she doing walking around in a bikini?— Харрисон Форд

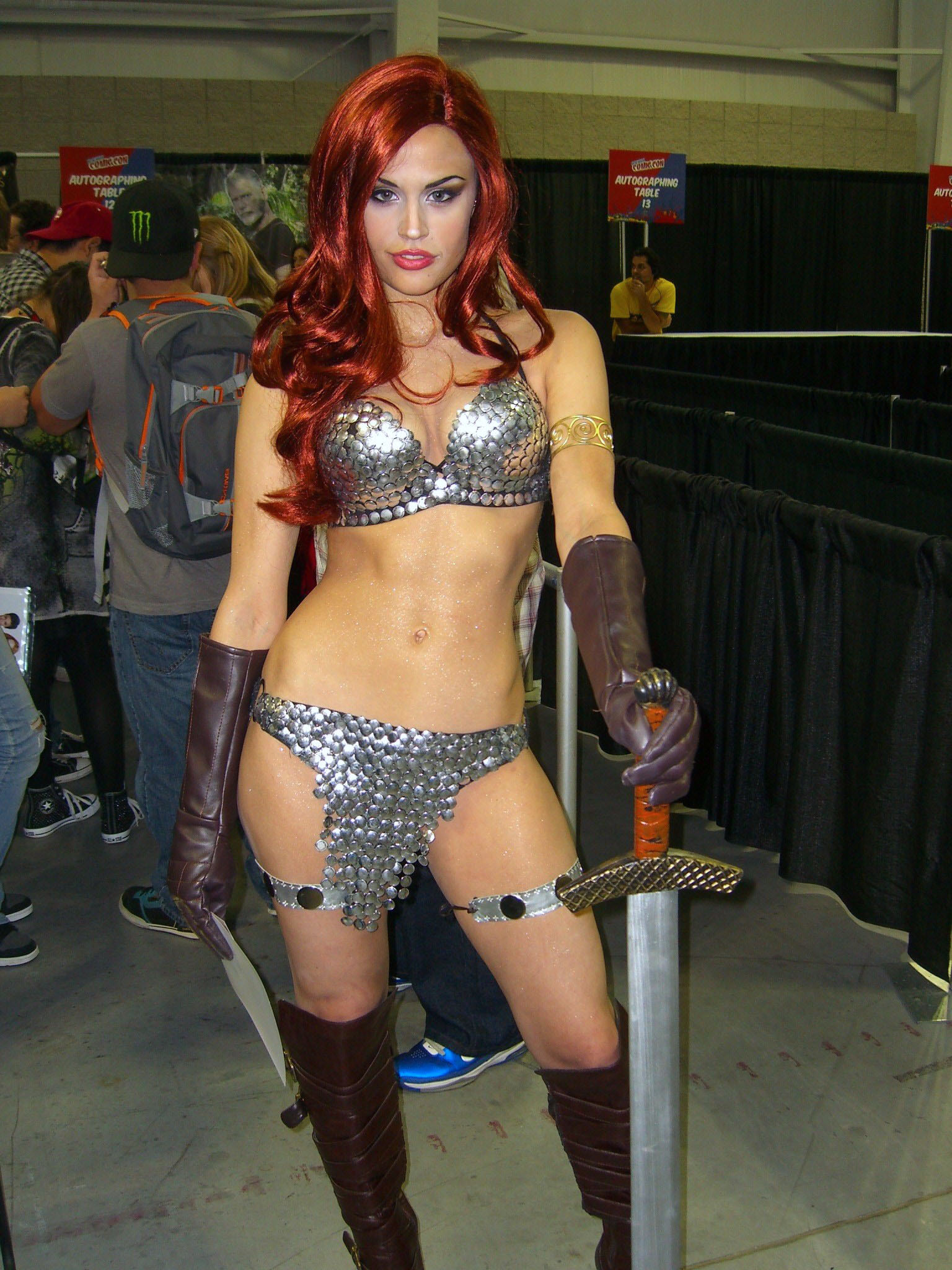
Рыжая Соня в металлическом бикини (косплей)

Сама идея бикини в научной фантастике на тот момент была уже не нова, так как его, например, носили Азури из фильма «Песня пустыни» 1929 года, Франческа из «Рабыня» 1947 года, Лоана из «Миллион лет до нашей эры» 1966 года и главная героиня фильма «Барбарелла» 1968 года, а появившаяся в 1973 году в комиксах Рыжая Соня была облачена в бикини из стали.

## Описание
Костюм состоит из следующих частей:

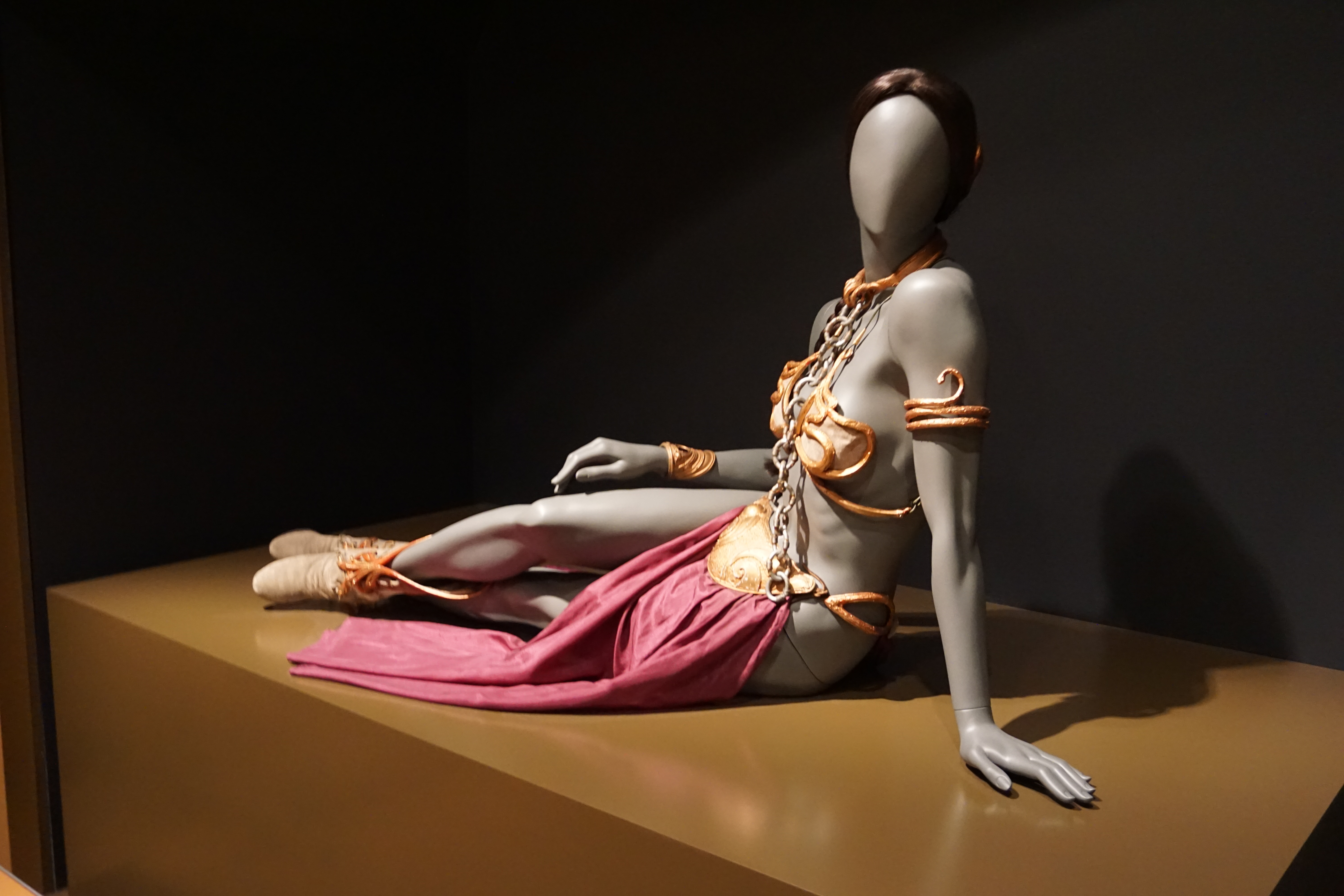
Бикини принцессы Леи из фильма «Звёздные войны. Эпизод VI: Возвращение джедая»

- Топ: узорчатый золотой бюстгальтер с глубоким декольте, держащийся двумя шпагатами, застёгивающийся на спине и шее
- Низ: узорчатая золотая пластина в виде набедренной повязки и длинная юбка с высокими боковыми разрезами (по сути, два отдельных куска ткани спереди и сзади) из красной шёлковой ткани
- Аксессуары: Лея носит кожаные сапоги до середины голени без каблуков с V-образными вырезами спереди, прошнурованными золотыми жгутами, два золотых браслета, один из которых в форме змеи (носит на предплечье), золотой ошейник с длинной цепью, волосы уложены в косу, поддерживаемую золотыми украшениями

Впервые Лея в новом костюме появляется в сцене прихода Люка Скайуокера в замок Джаббы Хатта. Здесь костюм был сделан из металла и пластика и оказался весьма жёстким и неудобным. Также Лукас не хотел, чтобы на ткани были складки, из-за чего актрисе пришлось сидеть прямо и почти не шевелиться. При этом актёрам было запрещено носить нижнее бельё, из-за чего, по мнению Кэрри, наряд оказался слишком откровенным:

Я лежала рядом с Джаббой Хаттом… Актёр, который играл Бобу Фетта, находился позади меня, когда я была одета в бикини, и он мог видеть всё вплоть до Флориды Оригинальный текст (англ.)I was lying next to Jabba the Hutt… The actor who played Boba Fett stood behind me while I was wearing the bikini, and he could see all the way to Florida
Впоследствии Фишер рассказала, что съёмки этой сцены оказались настолько для неё утомительными, что она возненавидела этот наряд, а затем и находящегося за ней Джаббу, мечтая поскорее убить последнего, что и было сделано с большим удовольствием в сцене в пустыне с помощью цепи.

Гигантский слизняк захватил меня и заставил надеть этот дурацкий наряд, а потом я убила его, потому что мне это всё не понравилось. А потом я его сняла. За кадром.— 
В пустыне использовался уже костюм из резины, который позволял выполнять различные трюки, и с кожаной подкладкой, чтобы не натирать тело. Аналогичный костюм носила и Трейси Эддон (англ. Tracy Eddon) — дублёрша Кэрри Фишер в некоторых сценах.

## Влияние
Кэрри Фишер появляется в золотом бикини всего в двух сценах, но этого оказалось достаточно, чтобы она получила статус секс-символа. При этом сама актриса была против подобного статуса и просила поклонниц избегать этого костюма, аргументируя это тем, что надевшие его почувствуют себя «на седьмом круге ада». Однако уже через несколько недель после выхода фильма золотое бикини стало появляться среди костюмов на различных съездах фанатов Звёздных войн.

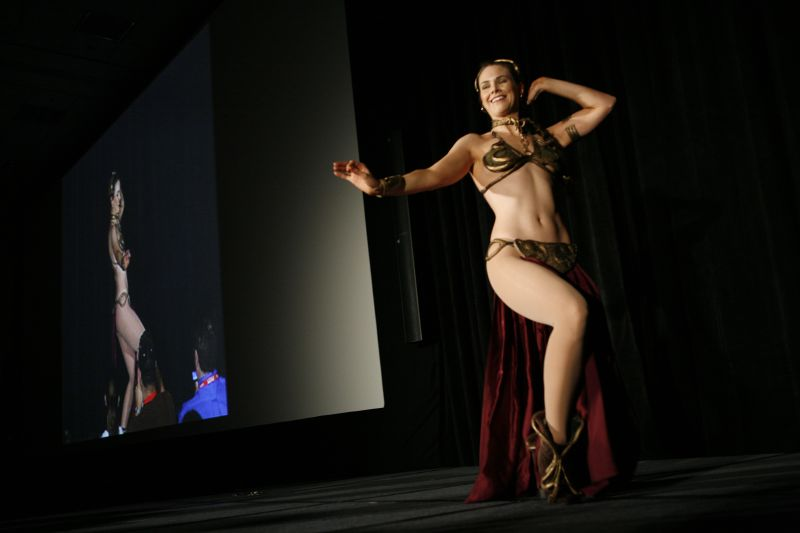
Танцовщица Амира Саид выступает в золотом бикини

Во многом такой популярности, особенно у мужской части фанатов, способствовал контраст: ранее Лея была одета в свободные белые одежды, скрывающие её фигуру, а в начале фильма и вовсе предстаёт замаскированной под мужчину, чтобы спасти Хана Соло, однако в следующей сцене она уже почти обнажена. К тому же благодаря актёрской игре Лея в костюме рабыни не выглядит униженной и слугой Джаббы, оставаясь при этом твёрдой духом, замышляющей свою месть. Будучи почти обнажённой, героиня выглядит сильной девушкой, благодаря чему костюм стал популярен и среди женщин. Например, танцовщица Амира Саид (Amira Sa’id) активно использует данный костюм в своих выступлениях и даже придумала под него специальный танец живота.
2 октября 2015 года на аукционе Profiles of History оригинальный костюм был продан за 96 тысяч долларов при начальной цене 16 тысяч долларов. Для сравнения, на том же аукционе оригинальная модель корабля Blockade Runner принцессы Леи (самый первый космический корабль в самом первом фильме) была продана за 450 тысяч долларов.
Также в музее мадам Тюссо представлена сцена с Джаббой Хаттом и сидящей рядом с ним Леей в костюме рабыни.

### В культуре
| Год  | Фильм/сериал        | Эпизод/сцена                                               | Персонаж                                                       | Описание |
| ---- | ------------------- | ---------------------------------------------------------- | -------------------------------------------------------------- | --- |
| 1996 | Друзья              | Эпизод с фантазией о принцессе Лее (3 сезон)               | Рэйчел Грин (Дженнифер Энистон), Джуди Геллер (Кристина Пиклз) | Рейчел надевает бикини, чтобы возбудить Росса, однако у него возникает образ его матери, которая так же одета в золотое бикини Леи |
| 2000 | Гриффины            | Слишком сексуальный, чтобы быть толстым (2 сезон)          | Рабыня Джаббы Гриффина                                         | |
| 2003 | Лига справедливости | Сердце и разум (2 сезон)                                   | Катма Туи                                                      | |
| 2007 | Робоцып             | Робоцып: Звёздные войны                                    | Принцесса Лея                                                  | Пародия на сцену в пустыне |
| 2007 | Чак                 | Чак против Песчаного Червя (1 сезон)                       | Сара Уолкер (Ивонн Страховски)                                 | Сперва появляется на сфабрикованной фотографии, но затем надевает костюм на вечеринку                                              |
| 2009 | Фанаты              | Премьера фильма «Звёздные войны. Эпизод I: Скрытая угроза» | Зои (Кристен Белл)                                             | Косплей принцессы Леи |
| 2011 | Гриффины            | Это ловушка! (9 сезон)                                     | Лоис Гриффин (Алекс Борштейн)                                  | Лоис играет роль принцессы Леи |